# 布萊恩·亞當斯 (籃球教練)
布萊恩·亞當斯（英語：Brian Adams，?年8月23日—）為美國籃球教練，現擔任阿拉巴马大学助理教練。

## 教練生涯
布萊恩·亞當斯在馬利斯特學院和哈佛大學擔任教練。
2018年8月1日，安大略快艇任命亞當斯為總教練，此前他曾在洛杉磯快船擔任球員發展教練。
2020年11月9日，費城76人聘請亞當斯在道格·瑞佛斯麾下擔任球員發展教練。
2023年9月1日，《ESPN》記者阿德里安·沃纳罗斯基指消息來源表示亞當斯接受出任T1聯盟臺北台新戰神總教練。9月14日，臺北台新戰神舉行成軍記者會，宣布由亞當斯出任總教練。12月31日，臺北戰神宣布總教練布萊恩因個人規劃向球團請辭，經雙方深談後協議提前終止合約。消息來源告訴《ESPN》亞當斯將加入底特律活塞教練團出任助理教練。
2024年1月4日，底特律活塞宣布亞當斯以助理教練身分加入教練團。7月18日，阿拉巴马大学聘請亞當斯擔任助理教練。

## 執教戰績
T1聯盟
| 年度    | 球隊     | 例行賽 | 例行賽 | 例行賽 | 例行賽 | 季後賽   |
| 年度    | 球隊     | 出賽   | 勝場   | 敗場   | 勝率   | 季後賽   |
| ------- | -------- | ------ | ------ | ------ | ------ | -------- |
| 2023–24 | 臺北戰神 | 10     | 2      | 8      | .200   | 季中請辭 |
| 總計    | 總計     | 10     | 2      | 8      | .200   |          |

## 外部連結
- 布萊恩·亞當斯的Instagram帳戶
- 布萊恩·亞當斯的X（前Twitter）
- 布萊恩·亞當斯在Eurobasket.com（教練）（英语）
- . Alabama Athletics.   [2024-09-16]. （原始内容存档于2024-12-25）.